# 细胞学说

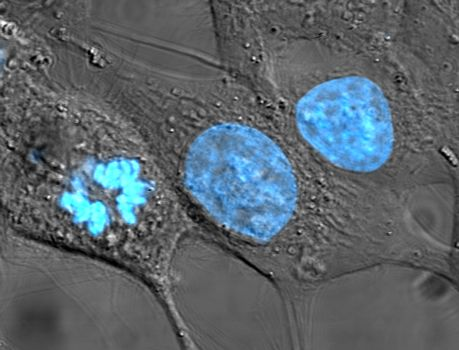
人类癌细胞的细胞核（特别是DNA）被染成蓝色。中央和右边的细胞处于间期，所以整个细胞核被标记。在左边的细胞正在经历有丝分裂和其DNA已凝聚。

细胞学说是关于细胞是动物和植物结构和生命活动的基本单位的学说。它是由德国生物学家馬蒂亞斯·雅各布·許萊登和泰奥多尔·許旺分别在1838年和1839年提出的。然而，其他许多科学家，例如鲁道夫·菲尔绍等都有贡献于这一理论。细胞理论已经成为生物学的基础，是细胞功能的最普遍为人接受的解释。
细胞学说的三个要点如下所描述：
1. 细胞是一个有机体，一切动植物都由细胞发育而来，并由细胞和细胞产物所构成。
2. 细胞是一个相对独立的单位，既有它自己的生命，又对与其他细胞共同组成的整体的生命起作用。
3. 细胞均來自原本已存在的细胞。[1]

## 历史

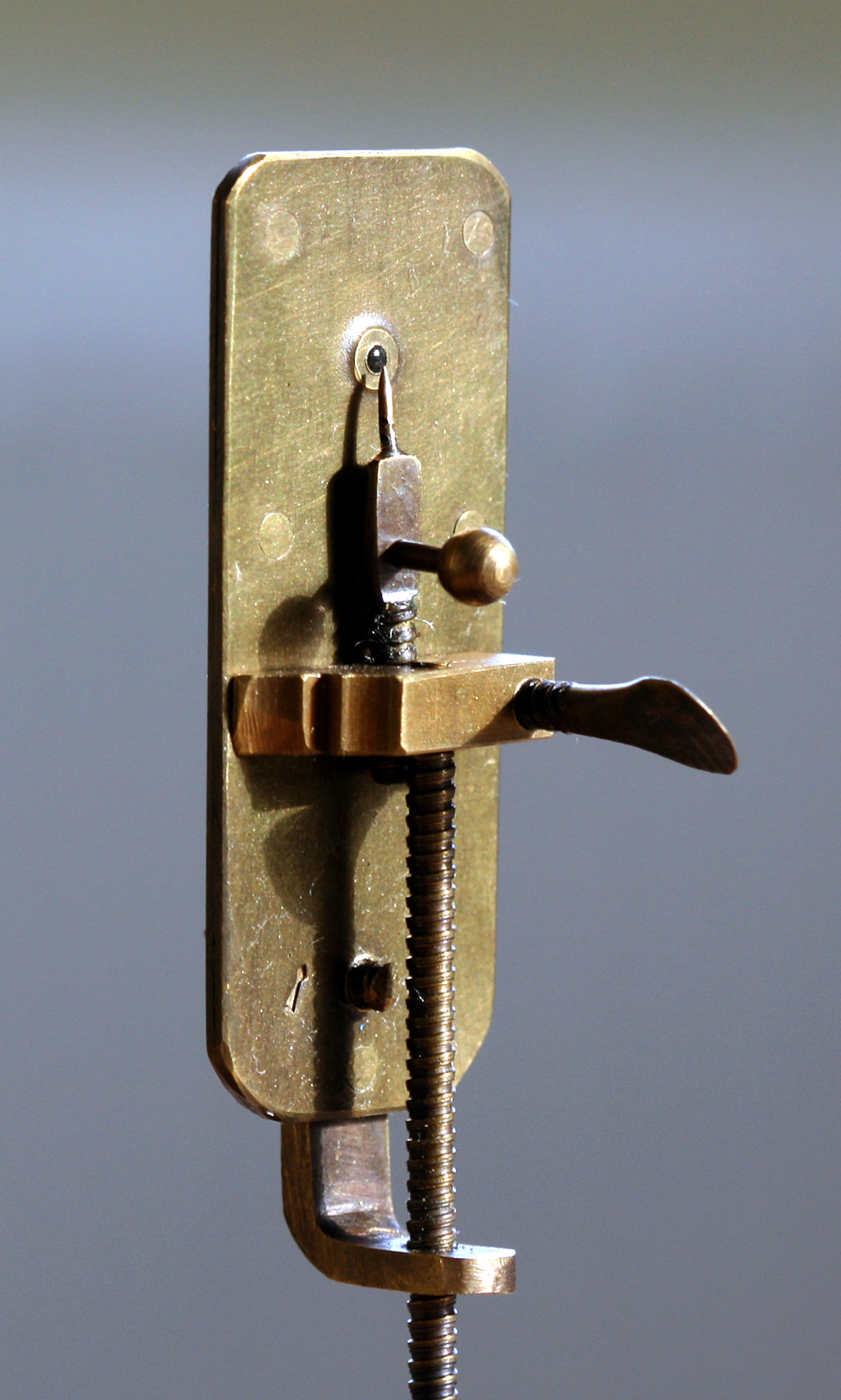
安东尼·范·列文虎克的17世纪的显微镜有270倍的放大倍率。

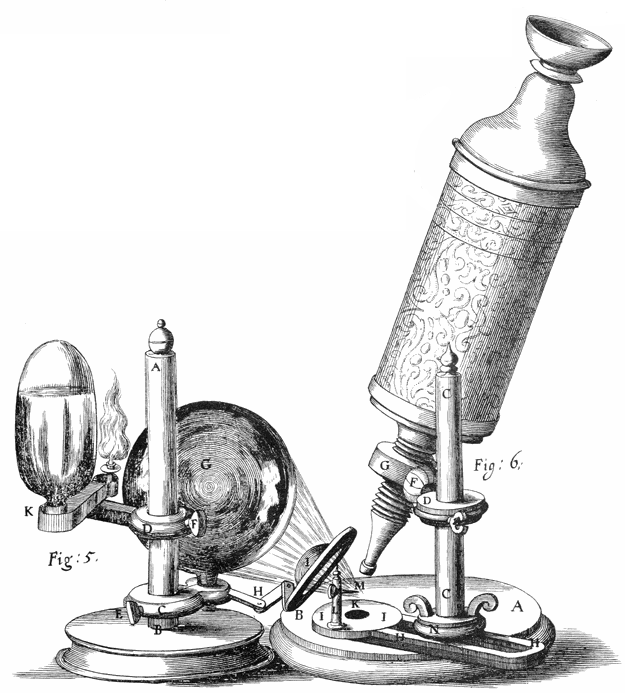
罗伯特·虎克的显微镜。

在18世纪的德国，自然哲学非常盛行。这个体系的内容之一是描述他们认为是组成有机世界多样性的典型单位。歌德认为叶子是各种不同植物的典型单位结构，而奥肯则主张脊椎节是一般动物原型结构的基本单位。奥肯还进一步认为有机体由粘液囊泡或活的单位所组成，并在它们暂时所属的有机体死亡后继续生存着，形成另一个生物的一部分。在19世纪早期，这样一种观点相当流行，并且同对动植物结构的显微镜观察结合在一起，阻礙细胞学说的发展。

### 细胞的发现

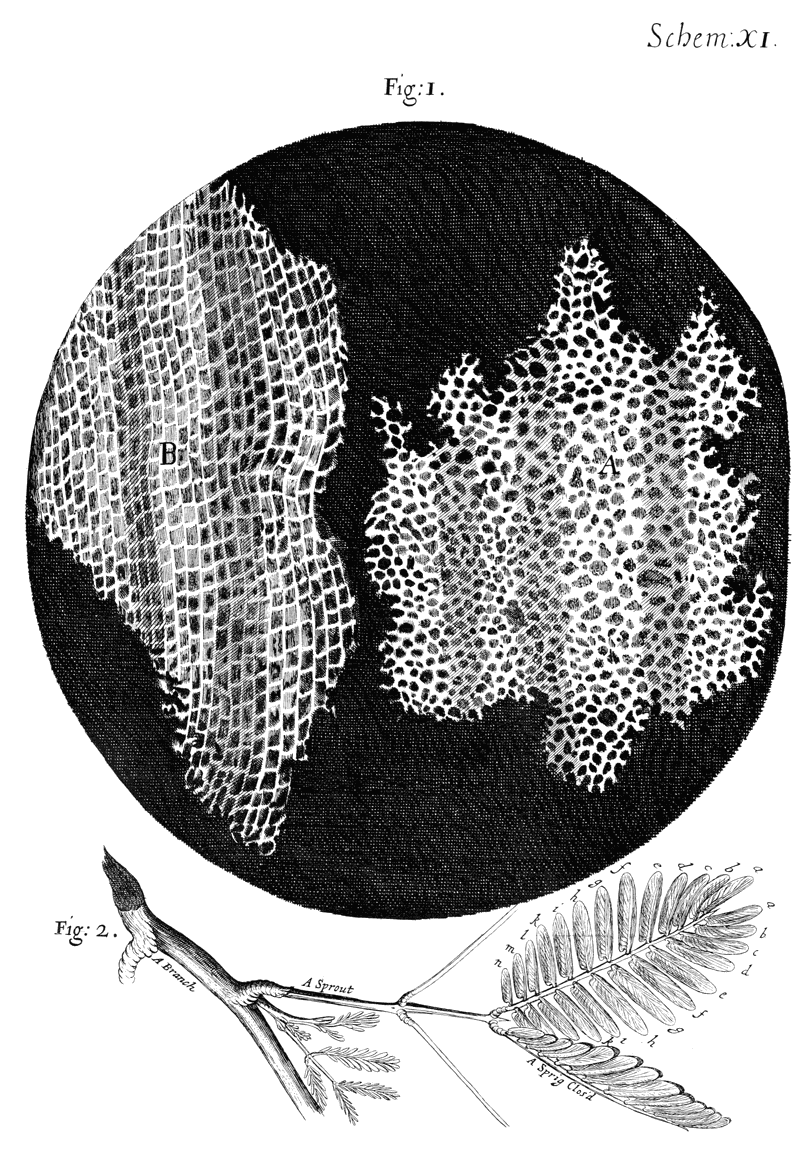
虎克在他的著作《微物圖誌》中的软木细胞结构的绘图。

在1665年，罗伯特·虎克第一次用显微镜发现植物细胞，并且在他的著作《微物圖誌》描述。但是当时细胞并没有被认为是植物的结构单位。
直到19世纪初期，植物解剖的研究复活，德国植物学家特雷维拉努斯和冯·莫尔认识到细胞是植物的结构单位。19世纪20年代，意大利的亚米齐和其他人制成了改进的消色差显微镜，使人们得以观察到有机细胞的详细情况。一个伦敦医生罗伯特·布朗于1831年观察到植物细胞一般具有一个核，不过他对自己的发现并不怎样重视。捷克人浦肯野用显微镜观察一个母鸡卵中的胚核，并指出动物的组织，在胚胎中是由紧密裹在一起的细胞质块所组成，这些细胞质块与植物的组织很类似。

### 学说的提出与完善

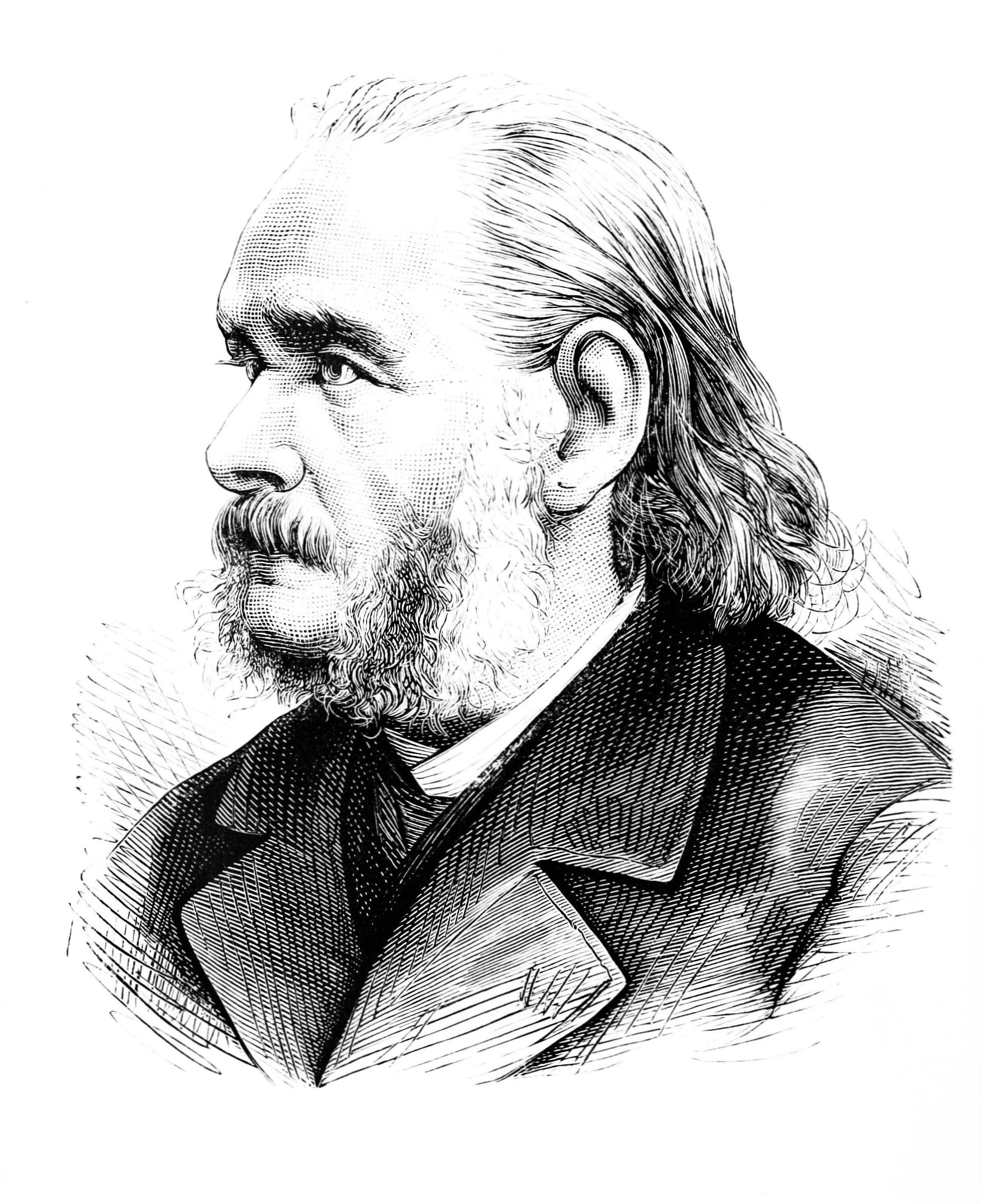
馬蒂亞斯·雅各布·許萊登 (1804–1881)

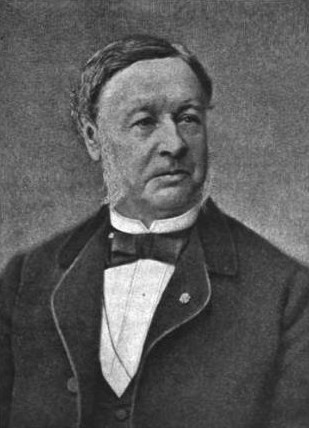
特奥多尔·施万 (1810–1882)

这些观察导致耶拿大学的植物学教授馬蒂亞斯·雅各布·許萊登于1838年宣布，细胞是一切植物结构的基本的活的单位和一切植物借以发展的根本实体。鲁汶大学的解剖学教授特奥多尔·施万于1839年把细胞学说扩大到动物界。
19世纪40年代，许多研究者纠正他们其中的一些错误观点，特别是植物学家冯·莫尔，耐格里和霍夫迈斯特以及动物学家阿尔伯特·冯·科立克、莱迪希和雷馬克，他们证明新细胞是靠分裂形成的，细胞核先在母细胞内分裂为二，然后是母细胞分裂为两个子细胞。

## 现代阐释
现代细胞学说的公认基本内容包括：
1. 所有已知的生物体都是由一个或多个细胞构成的。
2. 所有的活细胞都由已有的细胞通过分裂产生。
3. 细胞是所有生物体结构和功能的基本单位。
4. 一个生物体的活动取决于其所有独立细胞的总活动。
5. 能量的流动（包括代谢和生化过程）发生在细胞内部。
6. 细胞中含有 DNA，主要存在于染色体中；RNA 则存在于细胞核和细胞质中。
7. 在相似物种中，所有细胞在化学成分上基本相同。

## 意义
细胞学说论证整个生物界在结构上的统一性，以及在演化上的共同起源。这一学说的建立推动生物学的发展，并为辩证唯物论提供重要的自然科学依据。恩格斯曾把细胞学说誉为19世纪重大的发现之一。